# خیارچنبر تلخ
خیار چنبر تلخ (نام علمی: Momordica charantia) که با نام کدوی تلخ یا خربزه تلخ هم شناخته می‌شود ، نام یک گونه از تیره کدوییان است.این میوه در اوکیناوا در کشور ژاپن می‌روید.

## نگارخانه

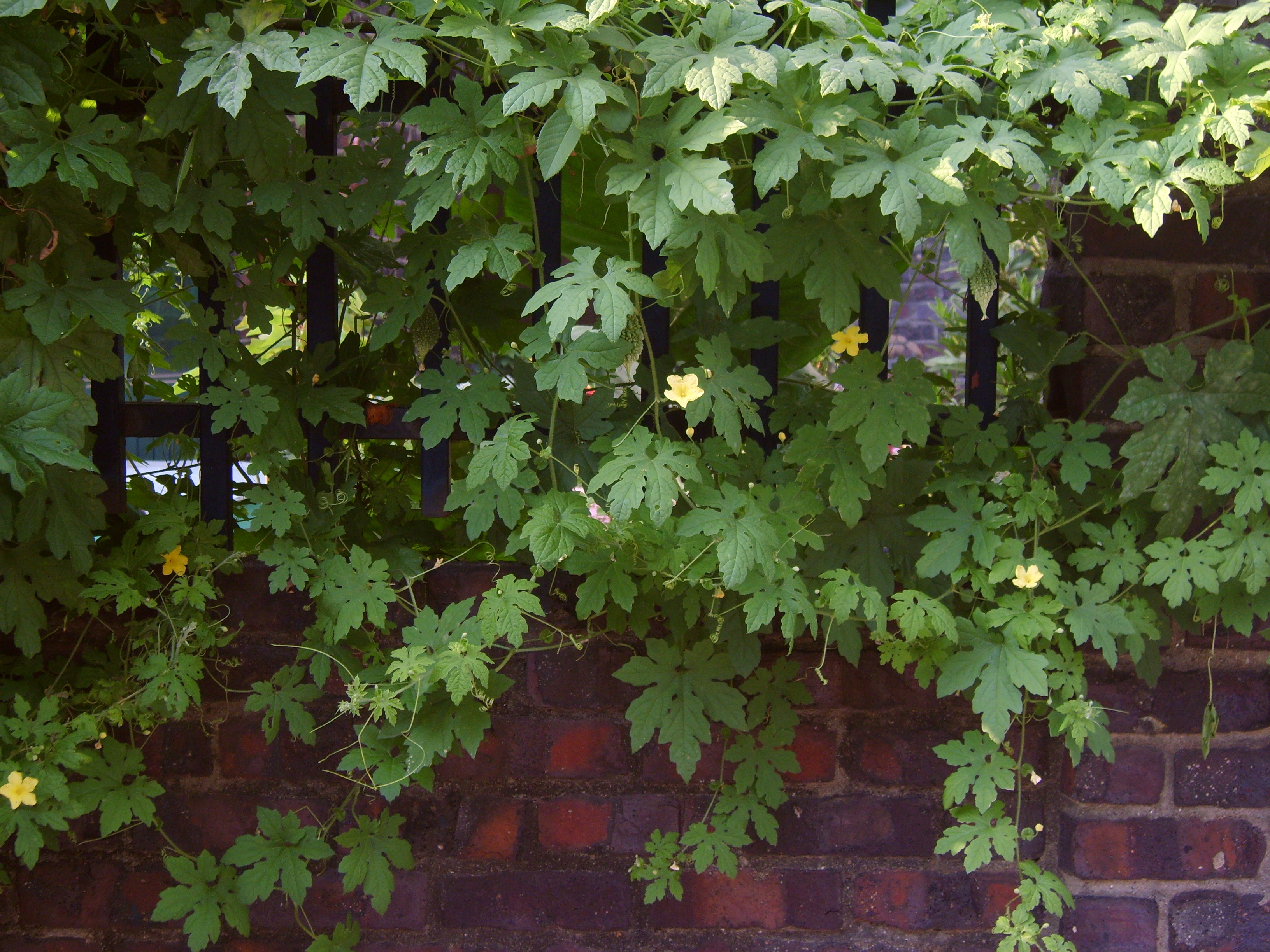
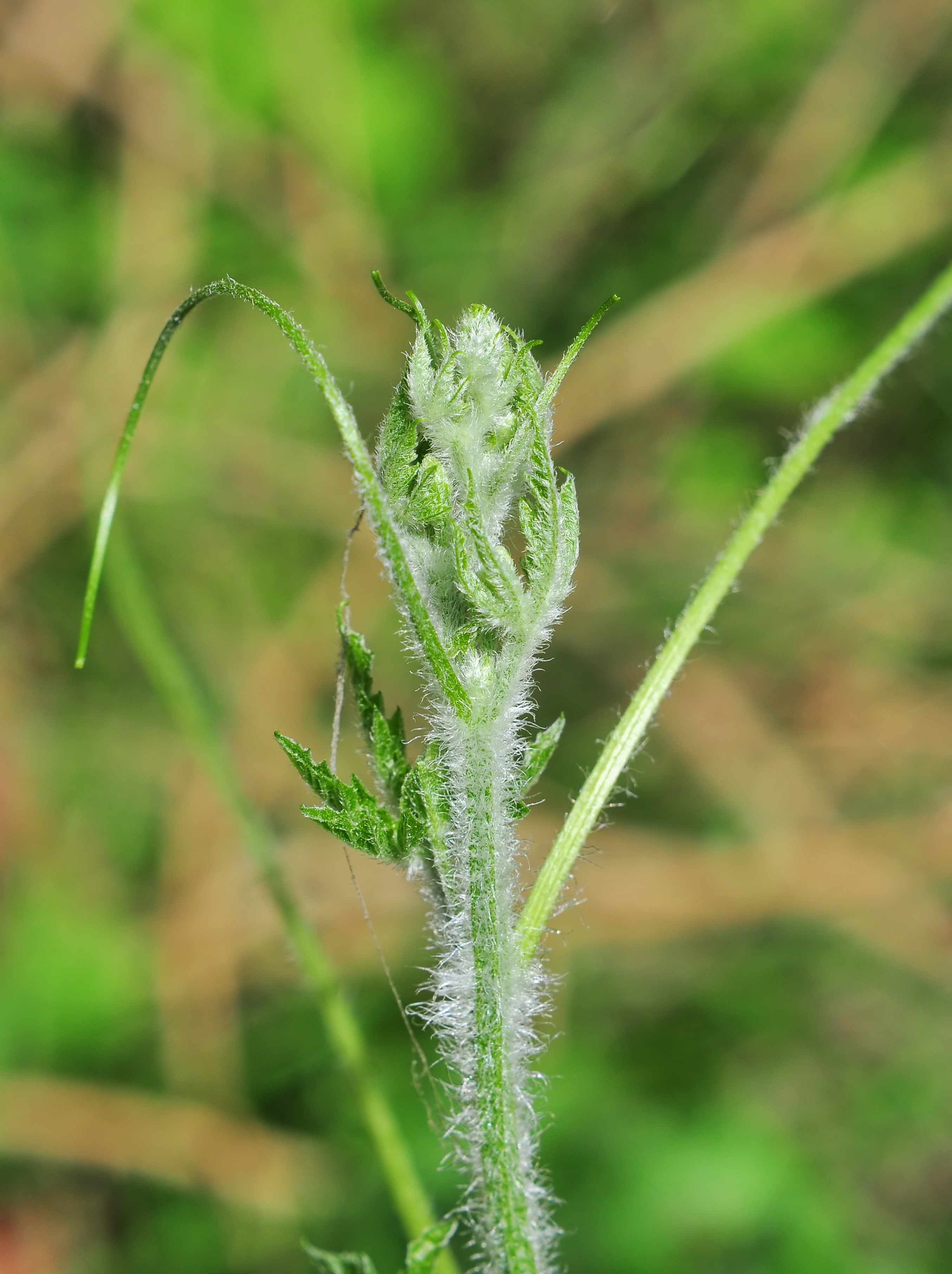
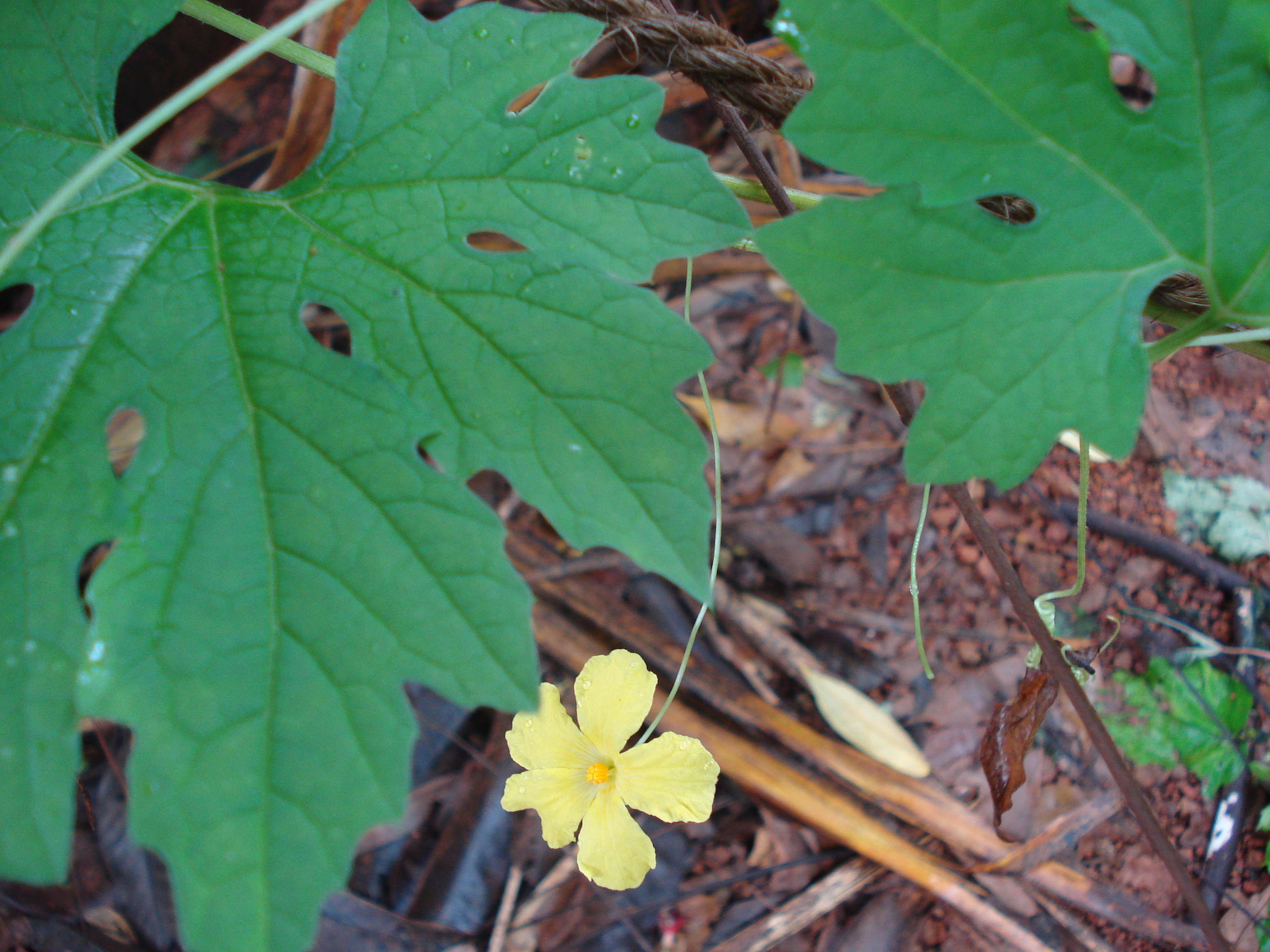
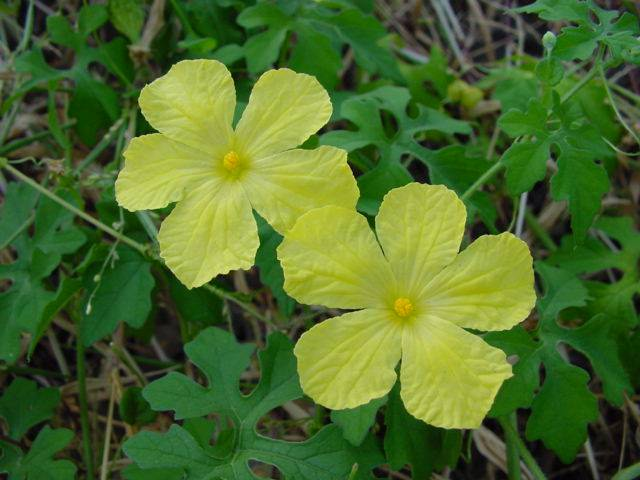
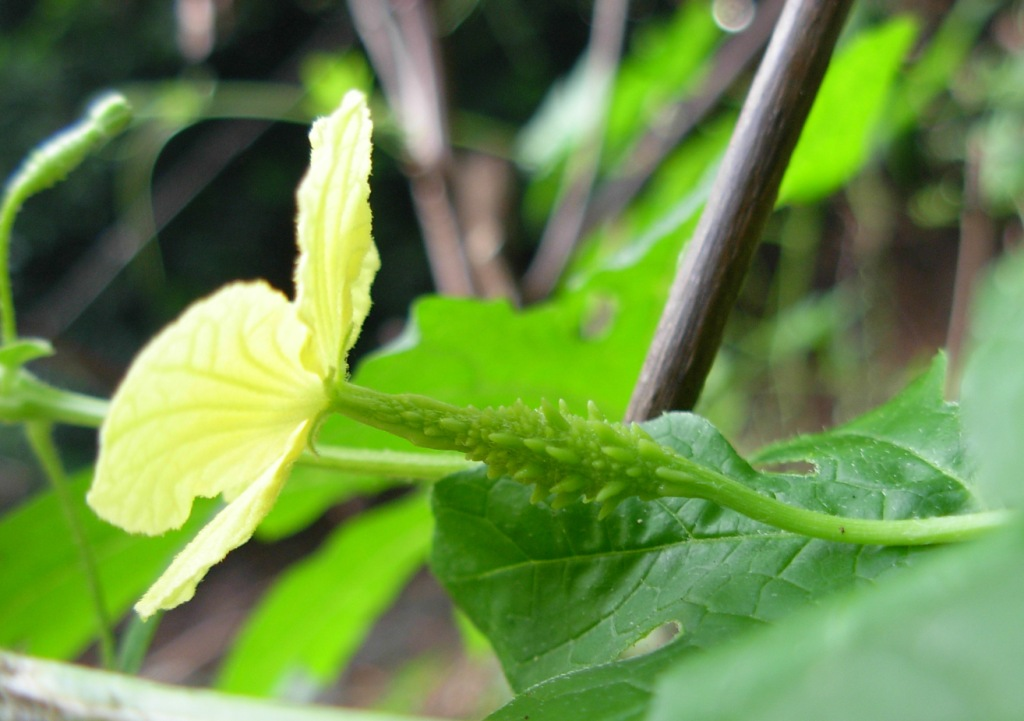
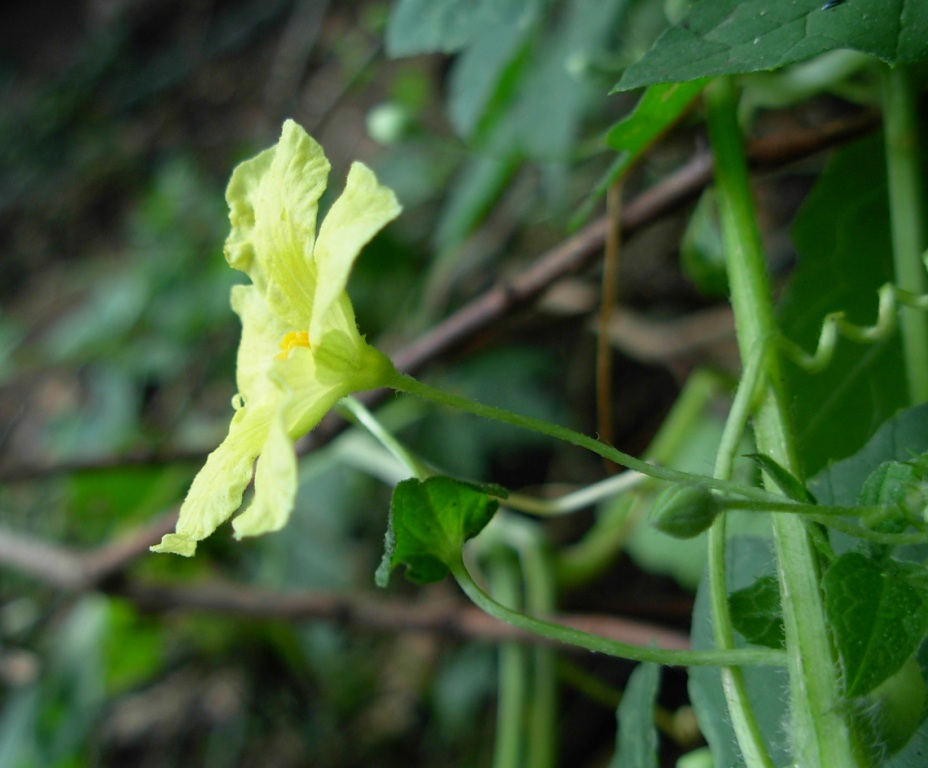
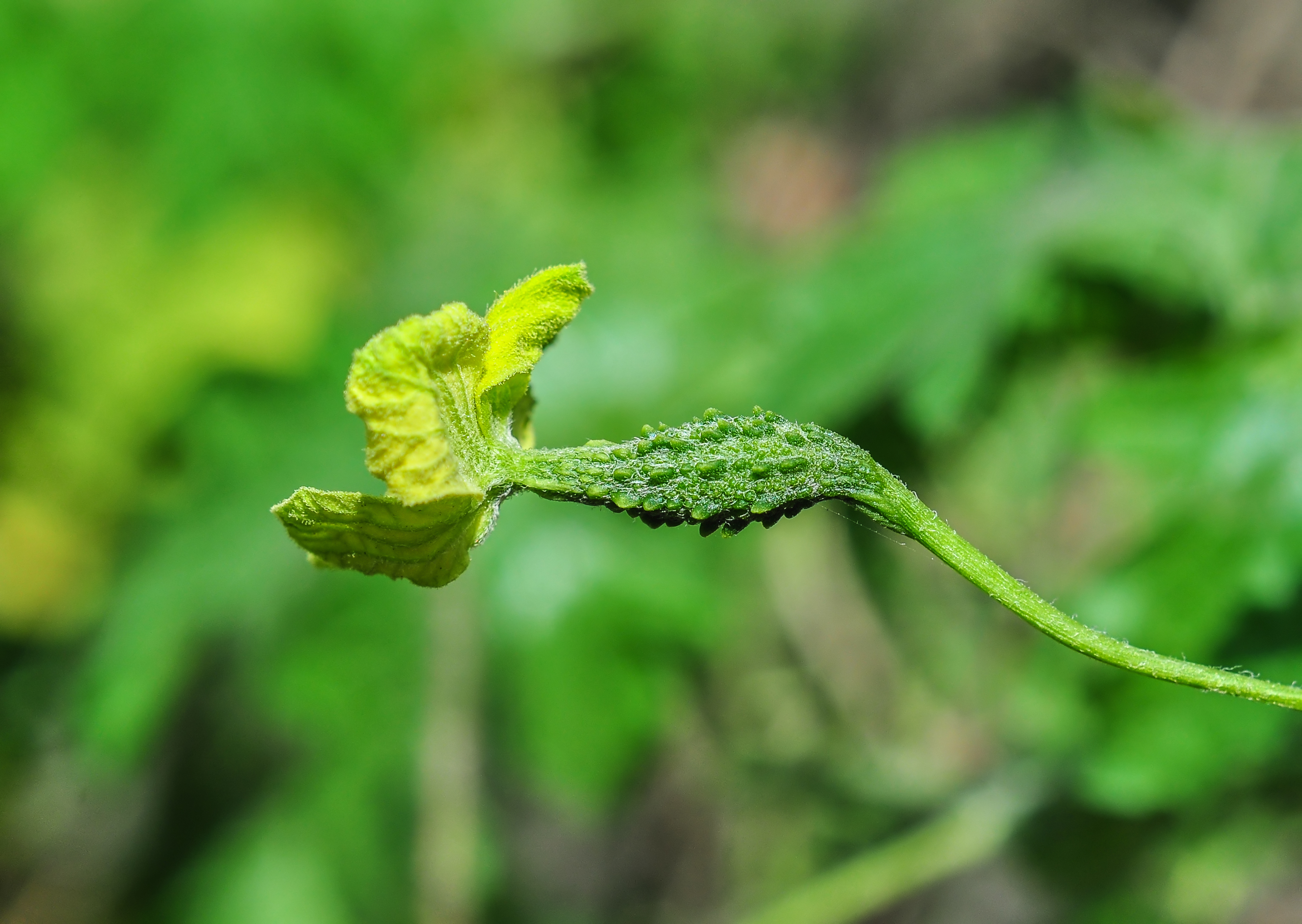
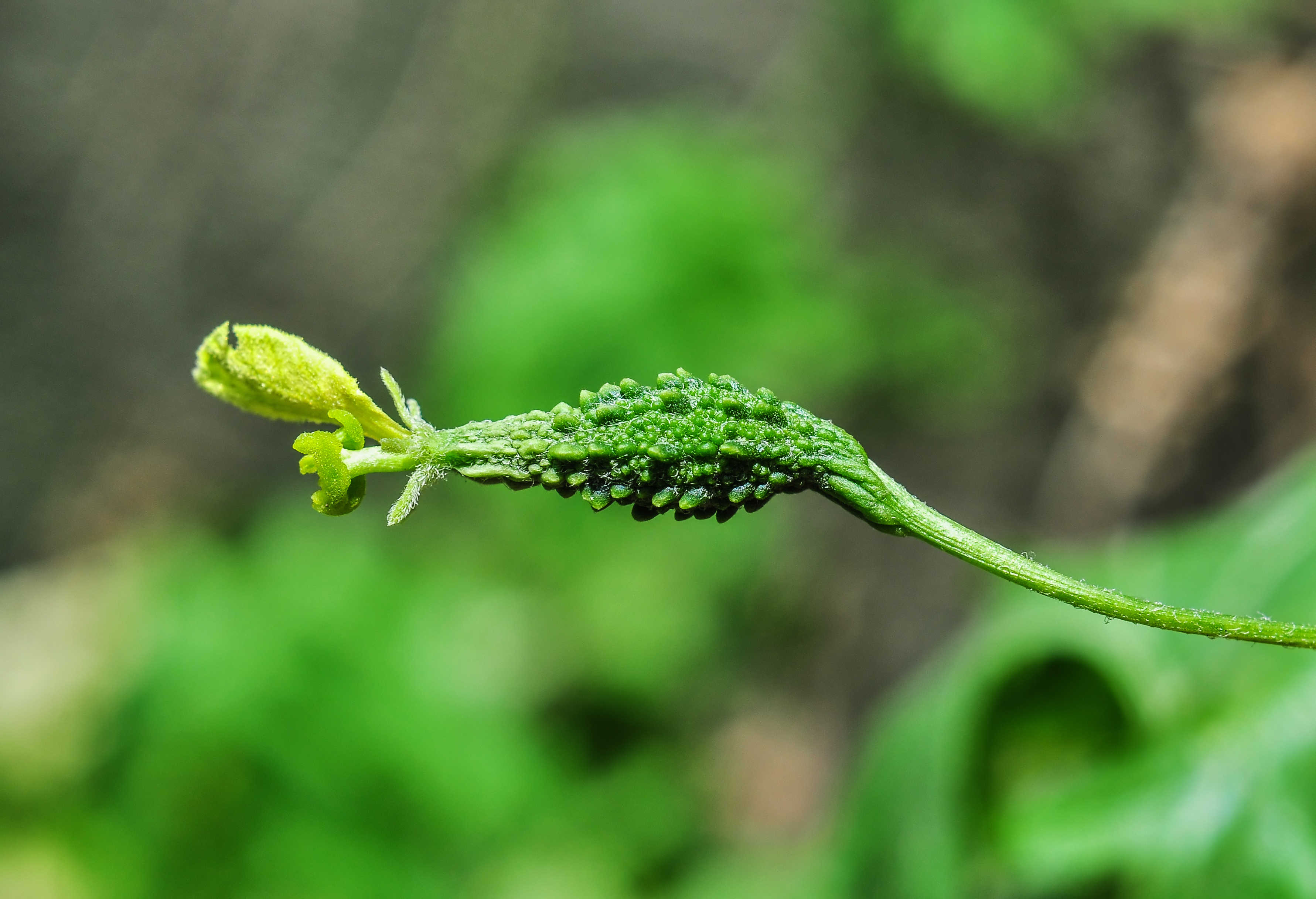
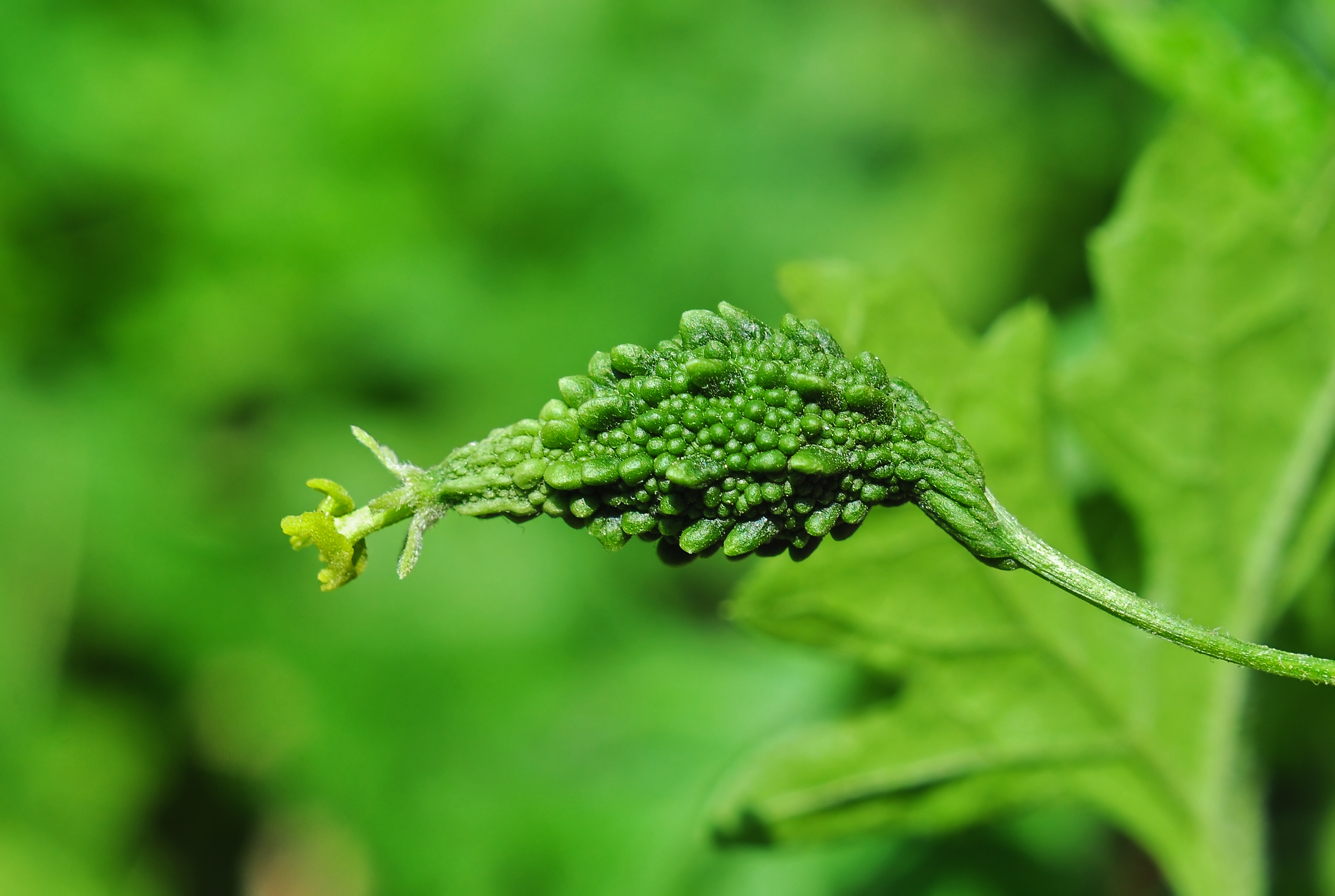
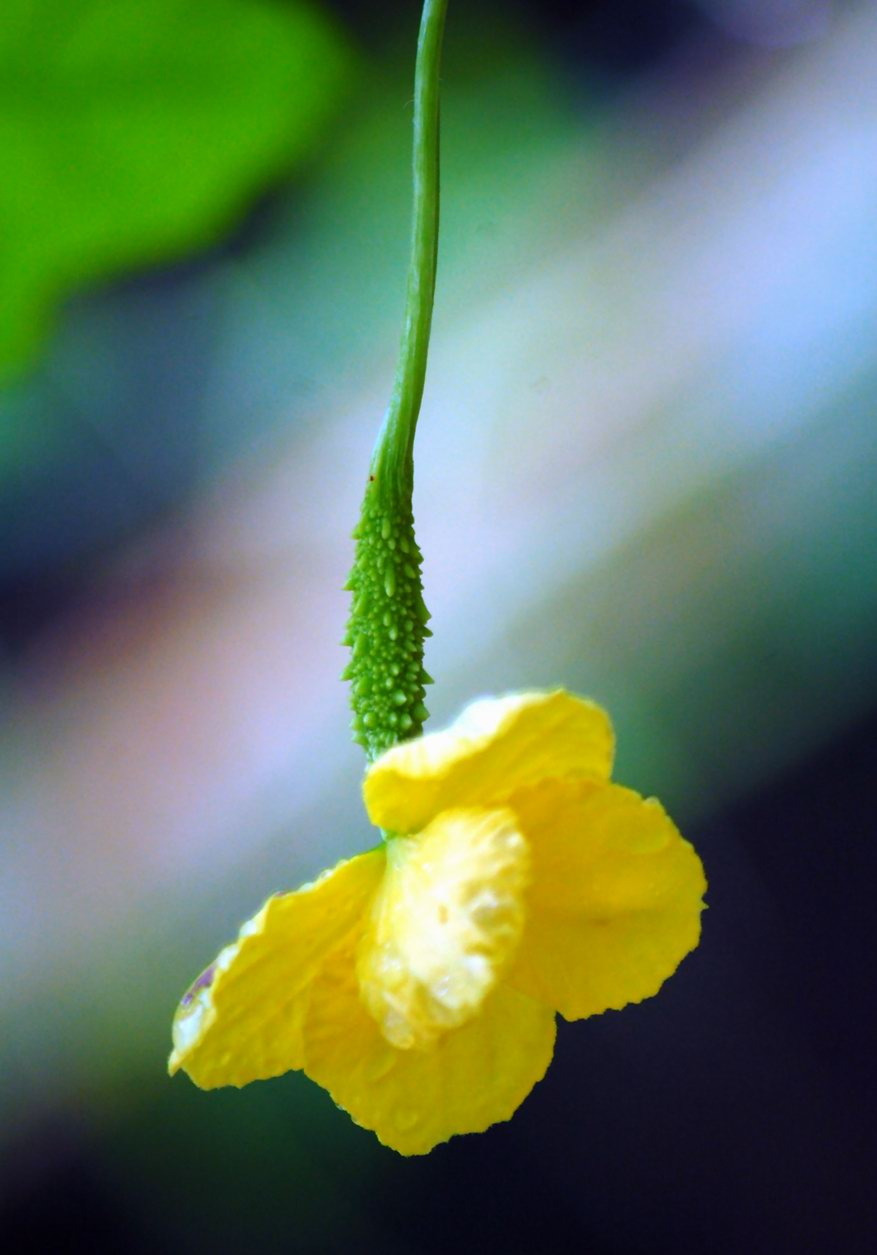
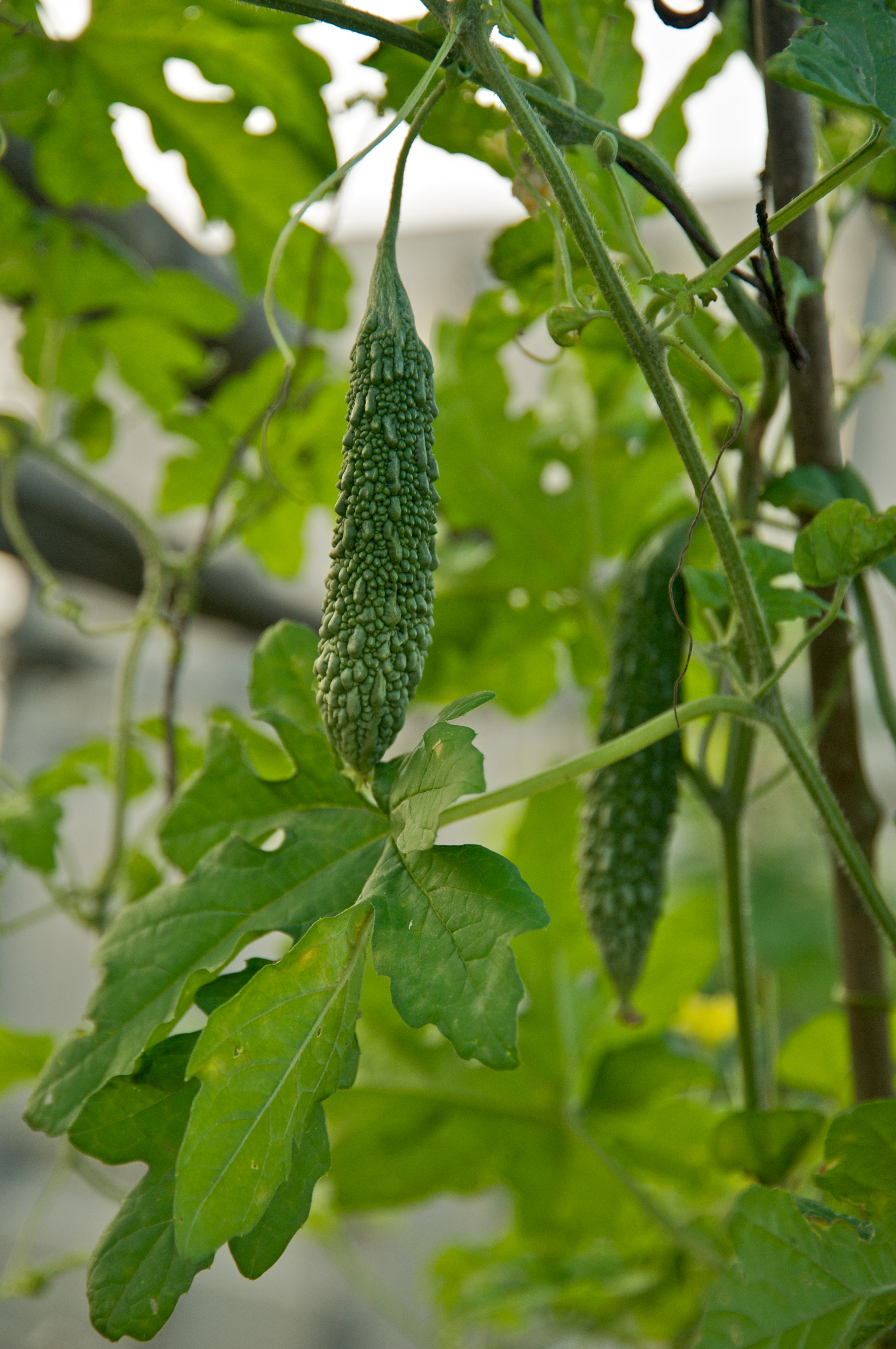
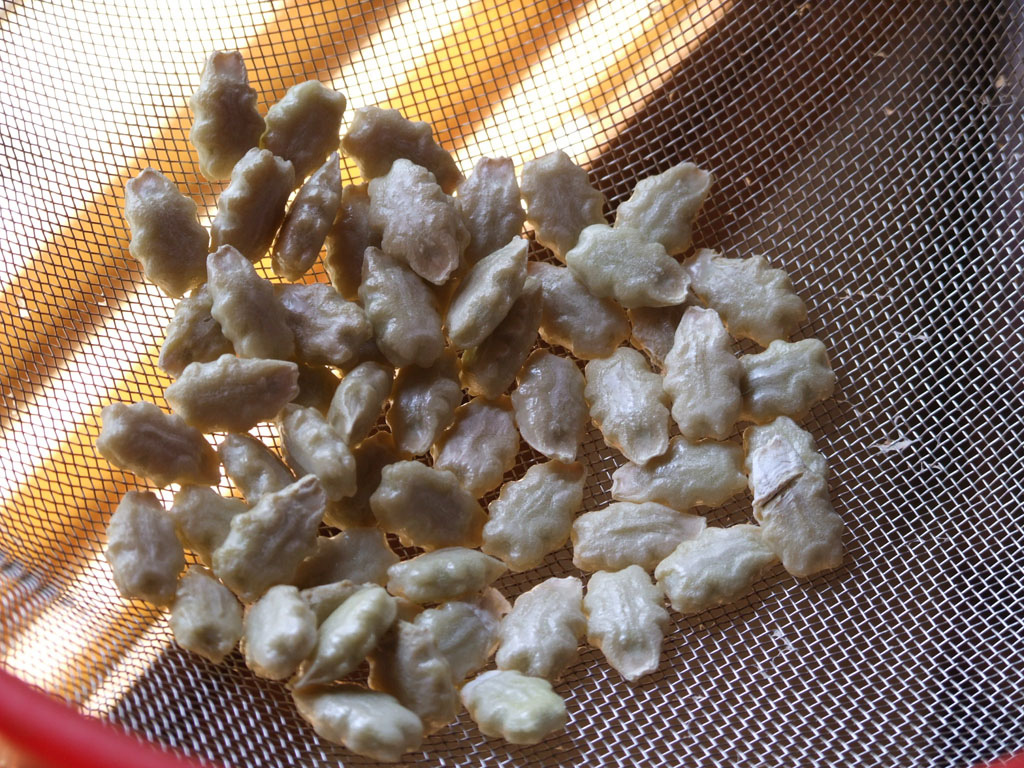